# Robin Skivild

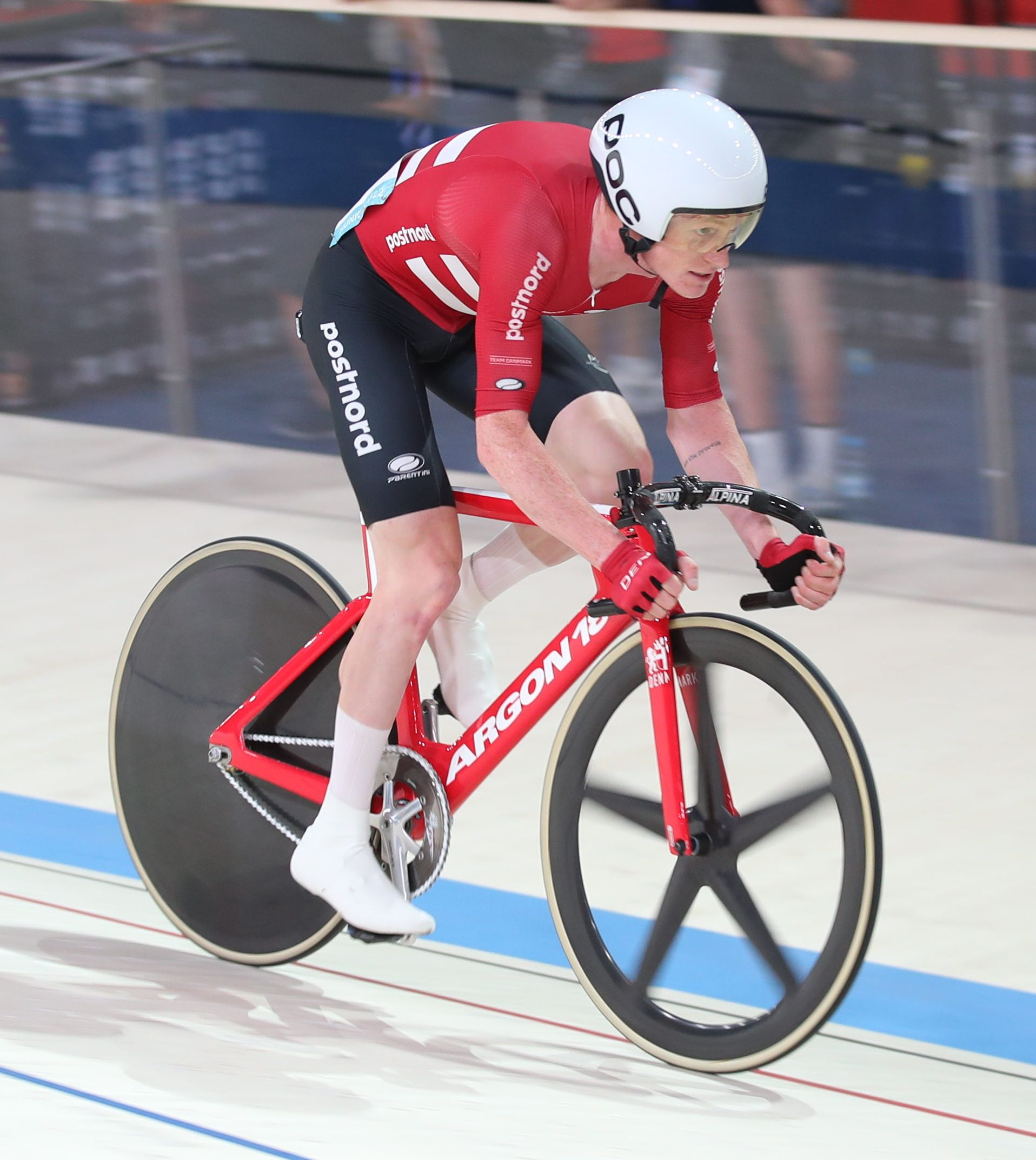
Skivild während des Zweier-Mannschaftsfahrens bei der Bahn-EM 2022

Robin Juel Skivild (* 21. August 2001 in Ryslinge) ist ein dänischer Radsportler, der Rennen auf Bahn und auf Straße bestreitet.

## Sportlicher Werdegang
2018 errang Robin Skivild bei den Junioren-Bahnweltmeisterschaften die Bronzemedaille im Punktefahren. Im selben Jahr entschied er Berg- sowie Nachwuchswertung der SPIE Internationale Juniorendriedaagse für sich, 2019 die Bergwertung desselben Rennens. 2019 wurde er zudem hinter dem Schrittmacher René Dupont dänischer Meister bei der erstmals ausgetragenen Dernymeisterschaft. 2021 erhielt er einen Vertrag beim Uno-X DARE Development Team. Er  gewann die Bergwertung der Tour Poitou-Charentes en Nouvelle-Aquitaine.
Anfang des Jahres 2021 belegte der dänische Vierer mit Skivild, Tobias Hansen, Matias Malmberg und William Levy den zweiten Platz beim UCI Track Cycling Nations’ Cup 2021 in Hongkong. Beim ersten Lauf des UCI Track Cycling Nations’ Cup 2022 in Glasgow wurde er gemeinsam mit Hansen, Rasmus Pedersen und Carl-Frederik Bévort Dritter in der Mannschaftsverfolgung. Bei den folgenden Bahneuropameisterschaften belegte er mit Bévort, Hansen und Pedersen in der Mannschaftsverfolgung Platz zwei. Auf der Straße gewann er die Bergwertung des Giro Ciclistico della Valle d'Aosta – Mont Blanc.
2023 wechselte Skivild zum Team Leopard TOGT Pro Cycling. Mit Hansen, Bévort und Pedersen gewann er den ersten beiden Läufen des UCI Track Cycling Nations’ Cup 2023 die Mannschaftsverfolgung. Seinen ersten internationalen Titel holte er mit dem Bahn-Vierer bei den Europameisterschaften 2025.

## Erfolge

### Bahn
2018
- Junioren-Weltmeisterschaft – Punktefahren

2019
- Dänischer Meister – Dernyrennen (hinter René Dupont)

2022
- Europameisterschaft – Mannschaftsverfolgung (mit Carl-Frederik Bévort, Tobias Hansen und Rasmus Pedersen)

2023
- Nations Cup in Jakarta – Mannschaftsverfolgung (mit Tobias Hansen, Carl-Frederik Bévort und Rasmus Pedersen)
- Nations Cup in Kairo – Mannschaftsverfolgung (mit Tobias Hansen, Carl-Frederik Bévort und Rasmus Pedersen)

2024
- Nations Cup in Hongkong – Mannschaftsverfolgung (mit Tobias Hansen, Lasse Norman Leth und Frederik Madsen)
- Dänischer Meister – Madison (mit Lasse Norman Leth)[2]

2025
- Europameister – Mannschaftsverfolgung (mit Niklas Larsen, Lasse Norman Leth und Tobias Hansen)

### Straße
2018
- Berg- und Nachwuchswertung SPIE Internationale Juniorendriedaagse

2019
- Bergwertung SPIE Internationale Juniorendriedaagse

2021
- Bergwertung Tour Poitou-Charentes en Nouvelle-Aquitaine

2022
- Bergwertung Giro Ciclistico della Valle d'Aosta – Mont Blanc